# Roselend-Talsperre
Die Roselend-Talsperre (französisch: Barrage de Roselend) ist eine große Talsperre im Beaufortin-Massiv bei Albertville, Département Savoyen, in der Region Auvergne-Rhône-Alpes in Frankreich. Sie wurde 1960 in Betrieb genommen. Der gestaute Fluss ist der Doron; der Stausee heißt Lac de Roselend. Die Talsperre ist Teil des Wasserkraftanlage Roselend-La Bathie.

## Bauwerk
Das Absperrbauwerk stellt eine Kombination aus einer Bogenstaumauer, welches die Doron-Schlucht verschließt und zwei Pfeilerstaumauern dar. Der vertikale Radius der am Fuß 21 Meter mächtigen Bogenstaumauer beträgt 215 m, der horizontale 127 m; an der Nordseite grenzt die Méraillet-Talsperre an. Die aus 22 Pfeilern bestehende Mauer verläuft zuerst gerade und dann in einem Radius von 525 m. An der Südseite schließt die wesentlich kürzere Verbindungsmauer mit nur vier Pfeilern an. Die Krone des gesamten Bauwerks hat eine Länge von 804 m.
Am Bau waren die Ingenieure Jean Bellier und André Coyne und der Architekt Henri Marty beteiligt. Die Bogenmauer wurde aus Elementen von 12,5 m Breite aufgebaut. Die Pfeiler der angrenzenden Staumauern sind jeweils 20 m breit. Die Betonarbeiten fanden in den Sommermonaten von 1957 bis 1961 statt. Mit dem Aufstauen des Sees wurde am 7. Mai 1961 begonnen. Die Talsperre ist die vierthöchste Frankreichs und bezogen auf das Betonvolumen die größte Frankreichs. Die Roselend-Talsperre trägt den Namen des durch den See überfluteten Dorfes Roselend.

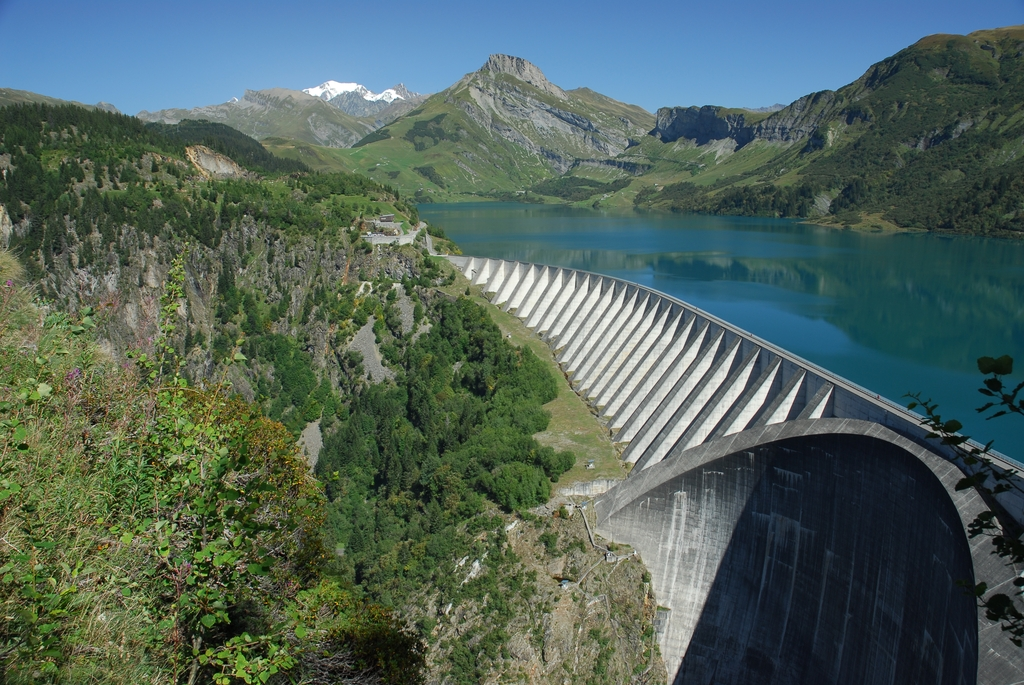
Blick gegen Norden. Bogenstaumauer der Doron-Schlucht, dahinter die Méraillet-Talsperre.
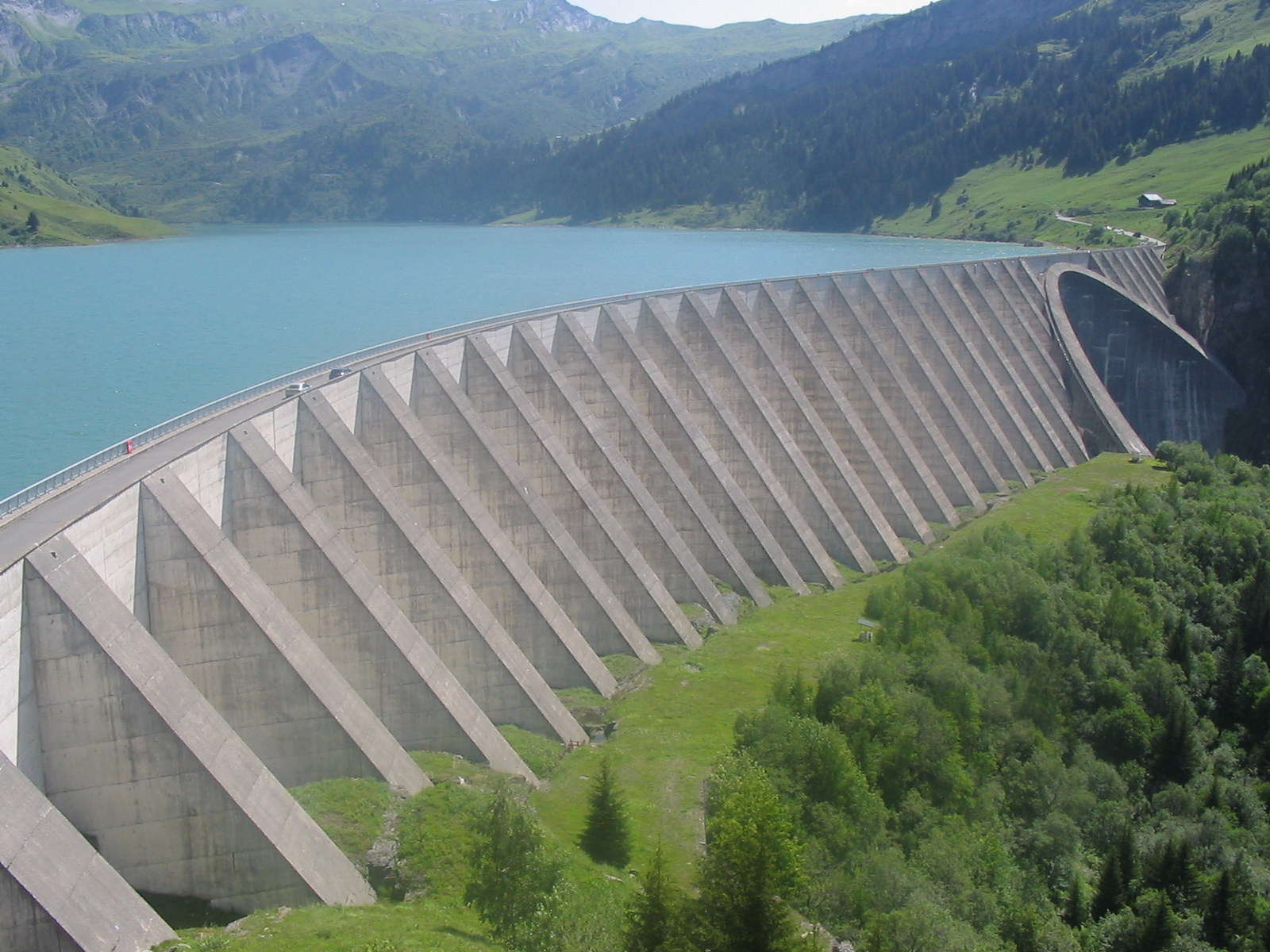
Pfeilerstaumauer der Méraillet-Talsperre
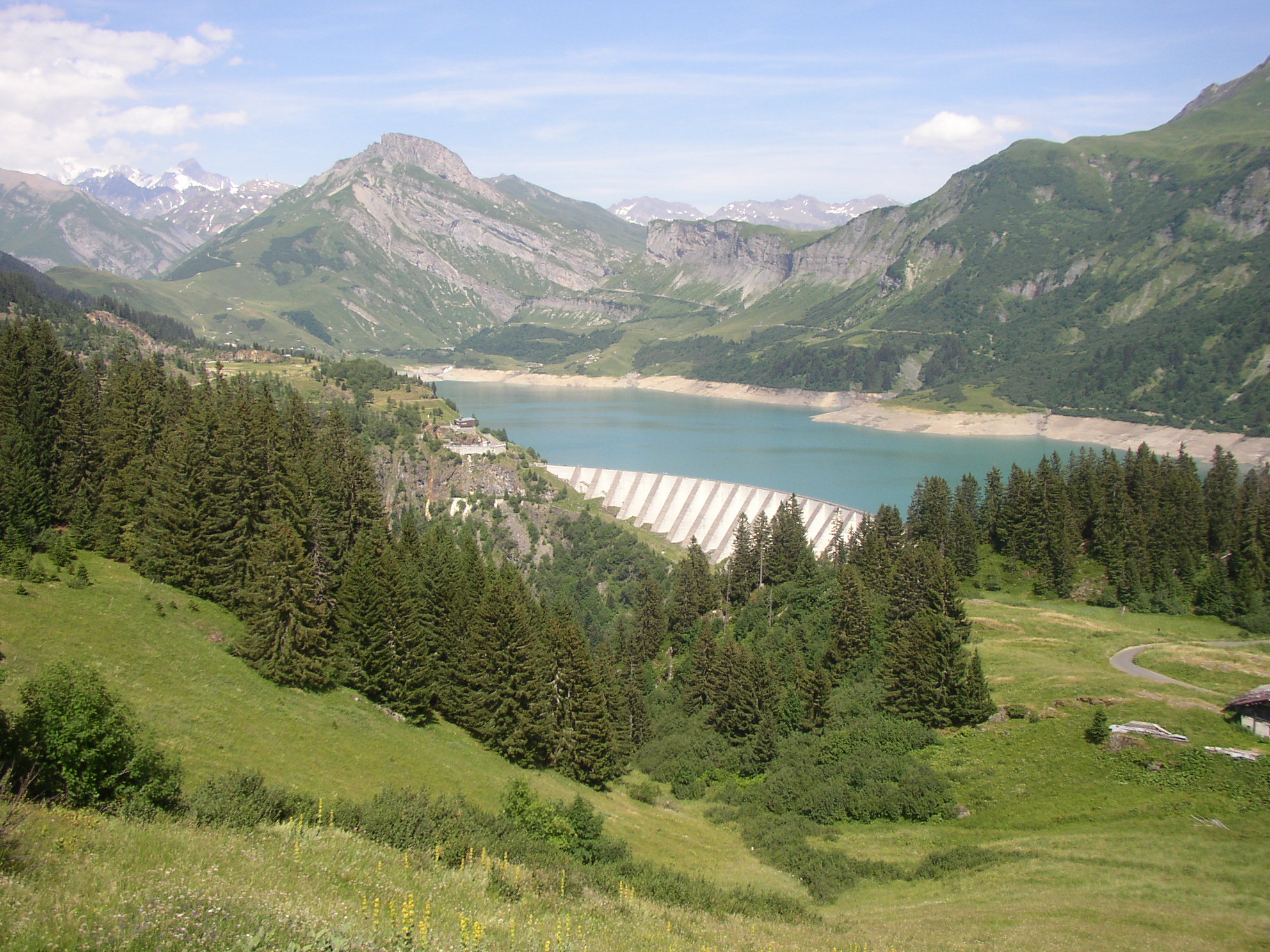
Stausee mit der Pfeilerstaumauer

### Lagekarte

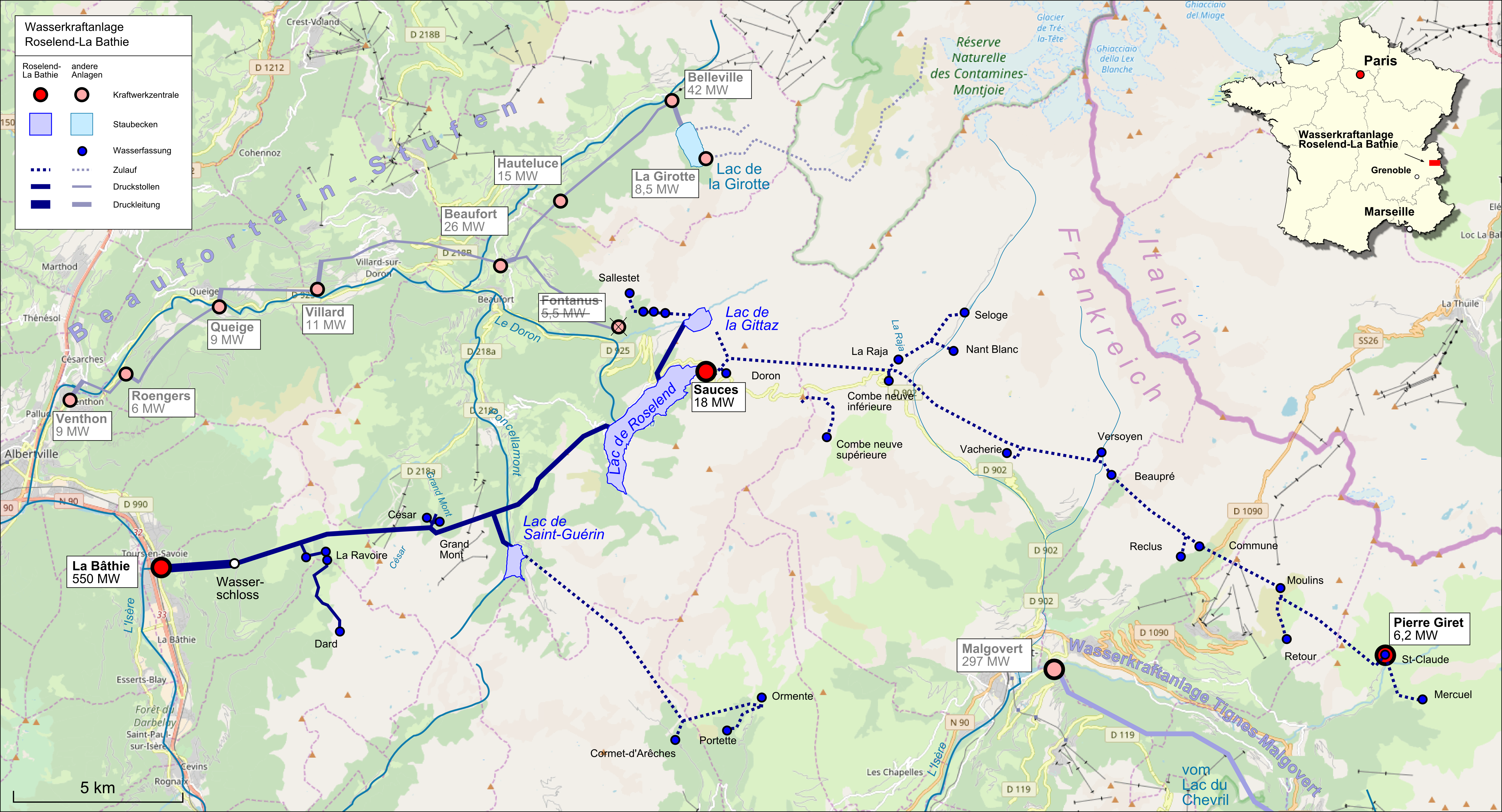
Wasserkraftanlage Roselend-La Bathie

## Wasserkraftanlage Roselend-La Bathie

### Geschichte
Die Bauarbeiten für die Wasserkraftanlage Roselend-La Bathie begannen 1956. Es war 1959 die größte Wasserkraftanlage Frankreichs, deren Bau damals aber noch nicht abgeschlossen war. Mit der Teilinbetriebnahme des Kraftwerkes im Jahre 1960 und der Vollinbetriebnahme 1961 wurde die Kraftwerkzentrale Fontanus stillgelegt und die Jahreserzeugung der bestehenden Kraftwerke am Doron vermindert, wodurch eine Jahresproduktion von etwa 250 Millionen kWh entfiel, was aber durch die neue Anlage mit 1 Milliarde kWh mehr als wettgemacht wurde. Das Kraftwerk Fontanuz verarbeitete das Wasser des Doron unmittelbar unterhalb der Roselend-Talsperre, wobei diesem auch das Wasser des Gittaz und des Torrent des Glaciers zugeleitet wurde. Die dafür notwendigen Zuleitungsstollen wurden in die neue Anlage als Zuleitung zur Roselend-Talsperre übernommen. Im Jahre 1967 wurde mit Lac de la Gittaz der vorerst letzte Anlagenteil in Betrieb genommen. 2018 sollte die Leistungssteigerung der Haupt-Kraftwerkzentrale fertiggestellt sein.[veraltet]

### Speicherbecken
Die Roseland-Talsperre gehört zur Wasserkraftanlage Roselend-La Bathie, welche zwei Kraftwerkzentralen und drei Staubecken umfasst. Das größte Staubecken ist der von der Roselend-Talsperre aufgestauten Lac de Roselend. Die beiden kleineren Staubecken sind der in den Jahren 1957 bis 1961 gebaute Lac de Saint-Guérin und der 1962 bis 1967 gebaute Lac de la Gittaz mit je 13'000'000 m³ Fassungsvermögen.
Die Seen werden durch ein 30 km System von Zuleitungsstollen mit Wasser versorgt. Der Hauptsammelkanal hat 13 Wasserfassungen und leitet das Wasser vom Torrent des Glaciers, der vom Col de la Seigne her kommt, sowie weitere Zuflüssen im oberen Einzugsgebiet der Isère in das Staubecken Roselend.
| Speicherbecken      | Lage                        | Gemeindegebiet    | Bau       | Stauziel [m. ü. M.] | Wasseroberfläche in km² | Gesamtstauraum in Mio. m³ |
| ------------------- | --------------------------- | ----------------- | --------- | ------------------- | ----------------------- | ------------------------- |
| Lac de Roselend     | 45° 41′ 12″ N, 6° 37′ 54″ O | Beaufort (Savoie) | 1955–1962 | 1557                | 3,20                    | 187                       |
| Lac de Saint-Guérin | 45° 38′ 45″ N, 6° 34′ 47″ O | Beaufort (Savoie) | 1957–1961 | 1557                | 0,50                    | 13                        |
| Lac de la Gittaz    | 45° 42′ 38″ N, 6° 39′ 8″ O  | Beaufort (Savoie) | 1962–1967 | 1562                | 0,39                    | 13                        |

### Kraftwerkzentralen

#### Übersicht
| Zentrale     | Lage                            | Gemeindegebiet        | Inbetriebnahme | Maschinenhaus [m. ü. M.] | Jahresproduktion in kWh | El. Leistung in MW | Turbinen                   | Rohfallhöhe in m | Betrieb                         | Bemerkung                                                    |
| ------------ | ------------------------------- | --------------------- | -------------- | ------------------------ | ----------------------- | ------------------ | -------------------------- | ---------------- | ------------------------------- | ------------------------------------------------------------ |
| La Bâthie    | 45° 38′ 40,8″ N, 6° 26′ 36,5″ O | La Bâthie             | 1960           | 355                      | 1 Mia.                  | 550                | 6 vertikale Peltonturbinen | 1200             | Hochdruck-Speicherkraftwerk     | Hauptzentrale der Anlage                                     |
| Sauces       | 45° 41′ 49,9″ N, 6° 39′ 17,1″ O | Beaufort (Savoie)     | 1963           | 1570                     | 45,8 Mio.               | 18                 | 1 Francis-Turbinen         | 106              | Mitteldruck-Laufwasserkraftwerk | produziert im Winter nur zeitweise, im Sommer kontinuierlich |
| Pierre Giret | 45° 37′ 6″ N, 6° 55′ 11,5″ O    | Sainte-Foy-Tarentaise |                | 1726                     |                         | 6,2                |                            |                  | Niederdruck-Laufwasserkraftwerk |                                                              |

#### Kraftwerkzentrale La Bâthie
Das Wasser des Lac de Roselend wird durch einen 12,5 km langen Druckstollen und die daran anschließende 2,5 km lange Druckleitung der Kraftwerkzentrale Bâthie zugeführt, die als Speicherkraftwerk betrieben wird. Das Wasser aus dem Lac de Saint-Guérin wird über einen Schieber direkt in den vom Lac de Roselend kommenden Stollen eingelassen, der Lac de la Gittaz ist über einen Stollen mit dem Lac de Roselend verbunden.
Das Maschinenhaus des Kraftwerks ist in einer Kaverne angeordnet, davor befindet sich die Schieber-Kaverne mit den Absperrorganen für die Turbinen. Das Wasser wird mit einer Fallhöhe von 1200 m von Pelton-Turbinen verarbeitet. Jeder der sechs vertikal angeordneten Maschinensätze leistet 92 MW.
Das Gesamtleistung der Anlage beträgt 546 MW, jährlich werden 1070 GWh produziert. Die Anlage wird vom Centre de Conduite Hydraulique (CCH), der Leitstelle der Wasserkraftwerke der EDF in Lyon, ferngesteuert. Das schwarzstartfähige Kraftwerk kann auf Abruf innerhalb von 13 Minuten die volle Leistung ins Netz einspeisen.
Das in La Bâthie verarbeitete Wasser wird dem Rückhaltebecken in unmittelbarer Nähe des Maschinenhauses zwischen dem Flussbett der Isère und der Nationalstraße RN90 zugeführt, das ein Fassungsvermögen von 50'000 m³ hat.

##### Ausbau 2018
Das Kraftwerk wurde weiter ausgebaut. Die Leistung wird auf 100 MW pro Maschinengruppe gesteigert. Dabei wird auch der Gesamtwirkungsgrad erhöht. Dies wird erreicht durch verbesserte Einläufe und Düsen sowie neue Pelton-Räder. Auch der Blocktransformator und die el. Ausrüstung der Gruppen wird erneuert. Das ganze Umbauprojekt dauert bis 2018 und hat budgetierte Kosten von 50 Mio. EUR.
Nach Abschluss der Umbauarbeiten wird es 600 MW Leistung aufweisen.

#### Kraftwerkzentrale Sauces
Das Wasser aus dem Hauptsammelkanal wird vor dem Einlauf in den Lac de Roselend vom Kraftwerk Sauces verarbeitet. Es besteht aus einem einzigen von Beaufort aus ferngesteuerten Maschinensatz mit Francis-Turbine, der eine Leistung von 18 MW hat. Das Wasser wird mit einer Fallhöhe von 106 m verarbeitet. Die Anlage wurde 1963 in Betrieb genommen. Sie arbeitet als Laufwasserkraftwerk, muss aber im Winter wegen des geringen Zuflusses auf dieser Höhe zeitweise abgeschaltet werden.

#### Kraftwerkzentrale Pierre Giret
Am Einlass des Hauptsammelkanals befindet sich die Kraftwerkszentrale Pierre Giret mit einer Leistung von 6,2 MW. Sie gehört verwaltungstechnisch nicht zur Wasserkraftanlage Roselend-La Bathie, sondern zur Wasserkraftanlage Tignes Malgovert.